# Rimskaja
Rimskaja (ros. Римская – Rzymska) – stacja linii Liublińsko-Dmitrowskiej metra moskiewskiego, otwarta 28 grudnia 1995, wraz z otwarciem linii Liublińsko-Dmitrowskiej.
Stacja jest połączona ze stacją Płoszczad' Ilicza na linii Kalinińskiej.